# St. Vincenz-Krankenhaus Essen

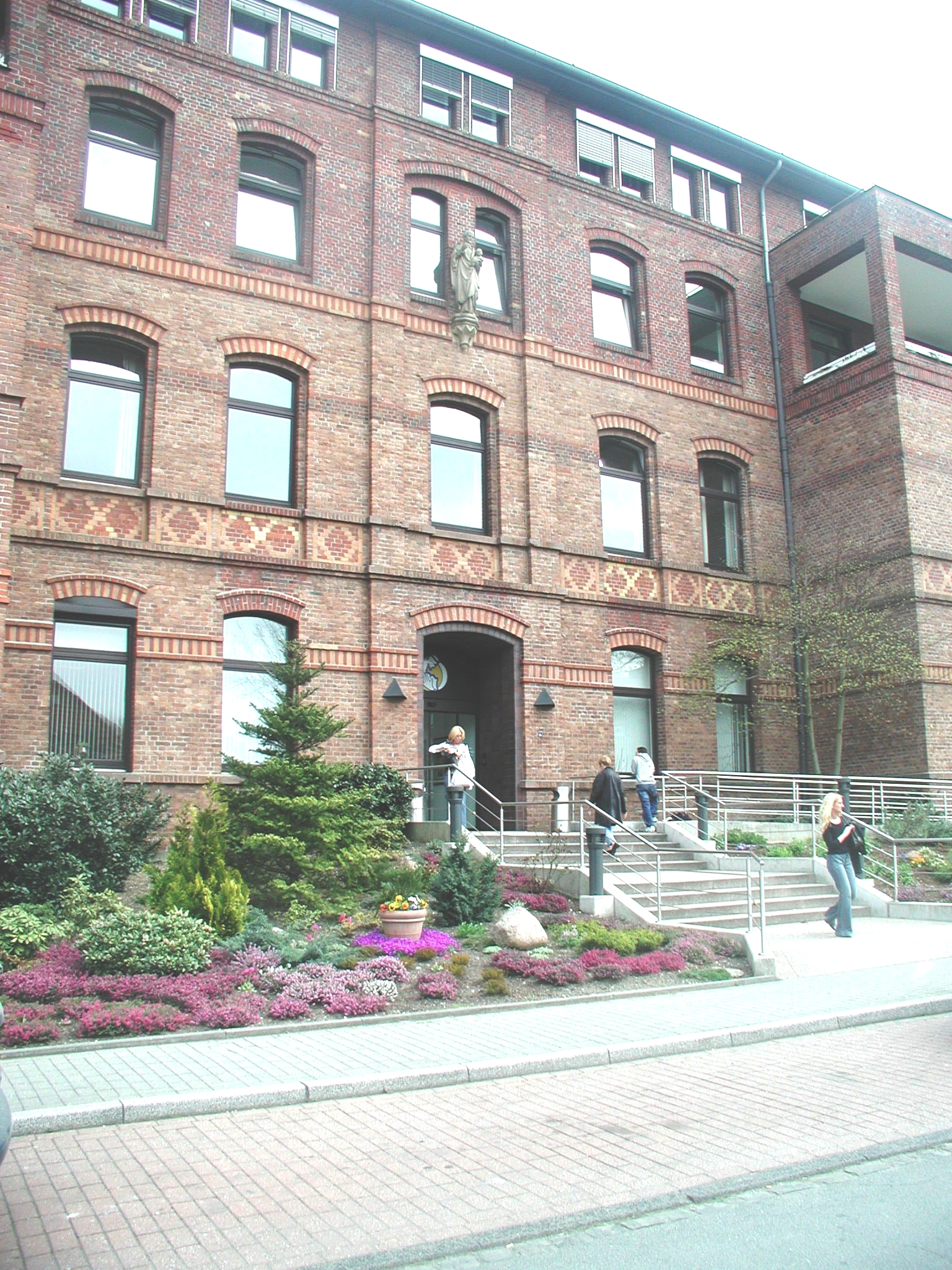
St. Vincenz-Krankenhaus

Das St. Vincenz-Krankenhaus war ein Krankenhaus im Essener Stadtteil Stoppenberg. Es zählte zum Träger Katholisches Klinikum Essen, das seit 2014 Teil der Gruppe Contilia war. Am 31. Dezember 2020 wurde es geschlossen und die Fachabteilungen in das Philippusstift in Essen-Borbeck-Mitte verlegt.

## Geschichte
Das Haus hatte seine historischen Wurzeln im Jahre 1881, als die wachsende Zahl der Unfallverletzten und Lungengeschädigten aus dem Bergbau im Ruhrgebiet die Errichtung eines Krankenhauses in Stoppenberg unerlässlich machte. Dieser Aufgabe widmete sich die katholische Pfarrei St. Nikolaus und konnte 1886 das neue Krankenhaus eröffnen. Die Krankenpflege übernahmen nach eindringlichem Bitten von Pfarrer Peter Wilhelm Leonhard Hicken (1828–1901) zunächst vier Schwestern von der Genossenschaft der Barmherzigen Schwestern von der hl. Elisabeth zu Essen. In der Anfangsphase wurden alle Dienstleistungen des Krankenhauses kostenlos erbracht; erst ein Jahr nach der Eröffnung des Hauses erfolgten die ersten Pflegegeldzahlungen.
Das stetige Anwachsen von Wirtschaft und Bevölkerung zur Zeit der Industrialisierung machte in den folgenden Jahrzehnten mehrmalige Erweiterungen und Renovierungen notwendig. 1936 kam ein Erweiterungsbau nach Plänen der Architekten Böll und Dresler hinzu.
Das Krankenhaus wurde im Zweiten Weltkrieg bei Luftangriffen der Alliierten zerstört. Der Wiederaufbau erfolgte, so dass zu Beginn der 1970er Jahre das Haus wieder über insgesamt 306 Betten in acht Fachbereichen verfügte. Weitere Neubau- und Modernisierungsmaßnahmen aber auch Umstrukturierungen verbunden mit dem Abbau von Bettenkapazitäten folgten in den kommenden zwei Jahrzehnten, bei denen 1990 auch das Haupthaus erweitert wurde.

### Fachgebiete
Zu den Abteilungen zählten:
- Klinik für Anästhesie, Intensivmedizin und Notfallmedizin
- Chirurgische Klinik II – Orthopädie und Unfallchirurgie, Hand- und Fußchirurgie
- Medizinische Klinik II – Innere Medizin, Kardiologie, Angiologie, Rhythmologie und Gastroenterologie
- Klinik für Geriatrie
- Radiologische Klinik I – Klinik für Diagnostische und Interventionelle Radiologie